# Petre Ceapura
Petre Ceapura (ur. 12 lipca 1942 w Jurilovcy) – rumuński wioślarz, brązowy medalista olimpijski i mistrz świata.

## Kariera
Startował w czwórkach ze sternikiem na igrzyskach olimpijskich w Meksyku w 1968. Rumuni odpadli tam w półfinałach i awansowali tam do finału B. Wyścig ten wygrali i ostatecznie zostali sklasyfikowani na siódmej pozycji. Na rozgrywanych cztery lata później igrzyskach olimpijskich w Monachium startował w dwójkach ze sternikiem. Osada Rumunii w składzie: Ștefan Tudor, Petre Ceapura i Ladislau Lovrenschi (sternik) zdobyła brązowy medal, plasując się o 4,11 sekundy za osadą NRD i o 1,79 sekundy za Czechosłowacją. Brał też udział w igrzyskach olimpijskich w Moskwie w 1980, gdzie w dwójkach ze sternikiem był czwarty. Walkę o medal Rumuni przegrali tam z osadą Jugosławii o 2,25 sekundy.
Na mistrzostwach świata w St. Catharines (1970) Tudor, Ceapura i Lovrenschi wywalczyli złoty medal w dwójkach ze sternikiem, wyprzedzając osady NRD i ZSRR. Był to pierwszy w historii złoty medal dla Rumunii w tej konkurencji.
W dwójkach ze sternikiem zdobył również brązowe medale na mistrzostwach Europy w Klagenfurcie (1969) i mistrzostwach Europy w Moskwie (1973). Ponadto zdobył również brązowy medal w czwórkach ze sternikiem na mistrzostwach Europy w Vichy (1967). 
Po zakończeniu kariery był trenerem w klubie Dinamo Bukareszt.